# Камран Вафа
Камран Вафа (англ. Cumrun Vafa, перс. کامران وفا‎; нар. 1 серпня 1960 Тегеран, Іран) — американський фізик-теоретик іранського походження (перебрався в США в 1977 році). Фахівець з теорії струн.

## Нагороди та визнання
- член Американського фізичного товариства
- 1998: Пленарна доповідь на Міжнародному конгресі математиків
- 2005: член Американської академії мистецтв і наук[9]
- 2008: Медаль Дірака Міжнародного центру теоретичної фізики[10]
- 2009: член Національної академії наук США[11]
- 2014:Премія з фундаментальної фізики[12]
- 2016: Премія Денні Гайнемана у галузі математичної фізики[13]
- 2017:Почесна медаль острова Елліс[en][14]